# Mélanie Renouard de Bussière

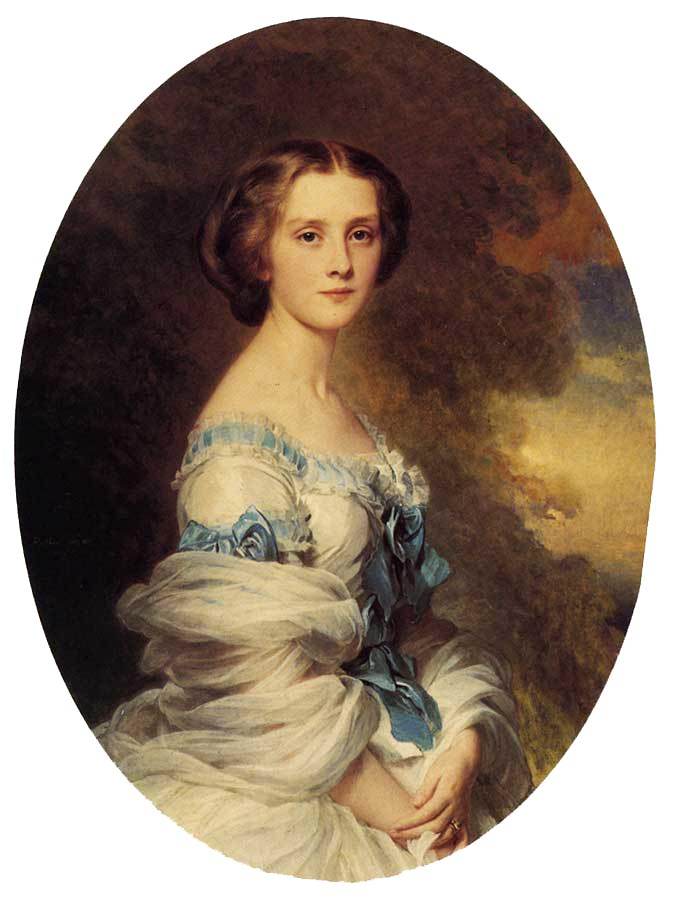
Mélanie Renouard de Bussière, verheiratete Comtesse de Pourtalès

Louise Sophie Mélanie Renouard de Bussière, durch Heirat Comtesse de Pourtalès (* 26. März 1836 in Straßburg; † 5. Mai in Robertsau (Schloss Pourtalès) oder 6. Mai 1914 in Paris), führte im Zweiten Kaiserreich einen literarischen Salon in Paris. Über ihre Tochter Agnes ist sie eine Urururgroßmutter von Stephanie zu Guttenberg (* 1976).

## Leben

### Jugend und Hochzeit
Mélanie Renouard de Bussière entstammte einer elsässischen Bankiers-Familie, dem alten Adelsgeschlecht der Barone Renouard de Bussière. Ihre Eltern waren Alfred Renouard de Bussière (* 1804; † 1887) und Sophie Mélanie de Coehoorn aus der Familie des Menno van Coehoorn, Tochter eines Général d’Empire, die das Familiengut in Straßburg-Robertsau in die Ehe einbrachte. Durch diesen familiären Hintergrund bewegte Mélanie sich in der höheren Gesellschaft des Second Empire und der Anfänge der Dritten Republik. Verheiratet war sie seit 1857 mit dem Bankier Graf Edmond de Pourtalès (* 1828; † 1895), Sohn des James Alexander de Pourtalès-Gorgier (* 1776; † 1855), eines anerkannten Sammlers, einer Familie der Hochfinanz aus dem Schweizer Neuchâtel entstammend.

### Am französischen Hof
Durch den österreichischen Botschafter in Paris, Richard Fürst von Metternich, wurde sie Kaiser Napoleon III. und der Kaiserin Eugenie vorgestellt und damit am Hof eingeführt.
Zeitgenossen wie Boniface de Castellane und André de Fouquières schwärmten von ihrer Eleganz, ihrer Beliebtheit am Hof und der Anzahl ihrer Verehrer. Nach dem Tod ihres Schwiegervaters, Graf James Alexander de Pourtalès, erbte das Ehepaar 1855 in Paris, 7 Rue Tronchet, seine Villa im Renaissance-Stil. 1865 wurden die renommierten Sammlungen des Schwiegervaters versteigert.

### Auf Schloss Pourtalès

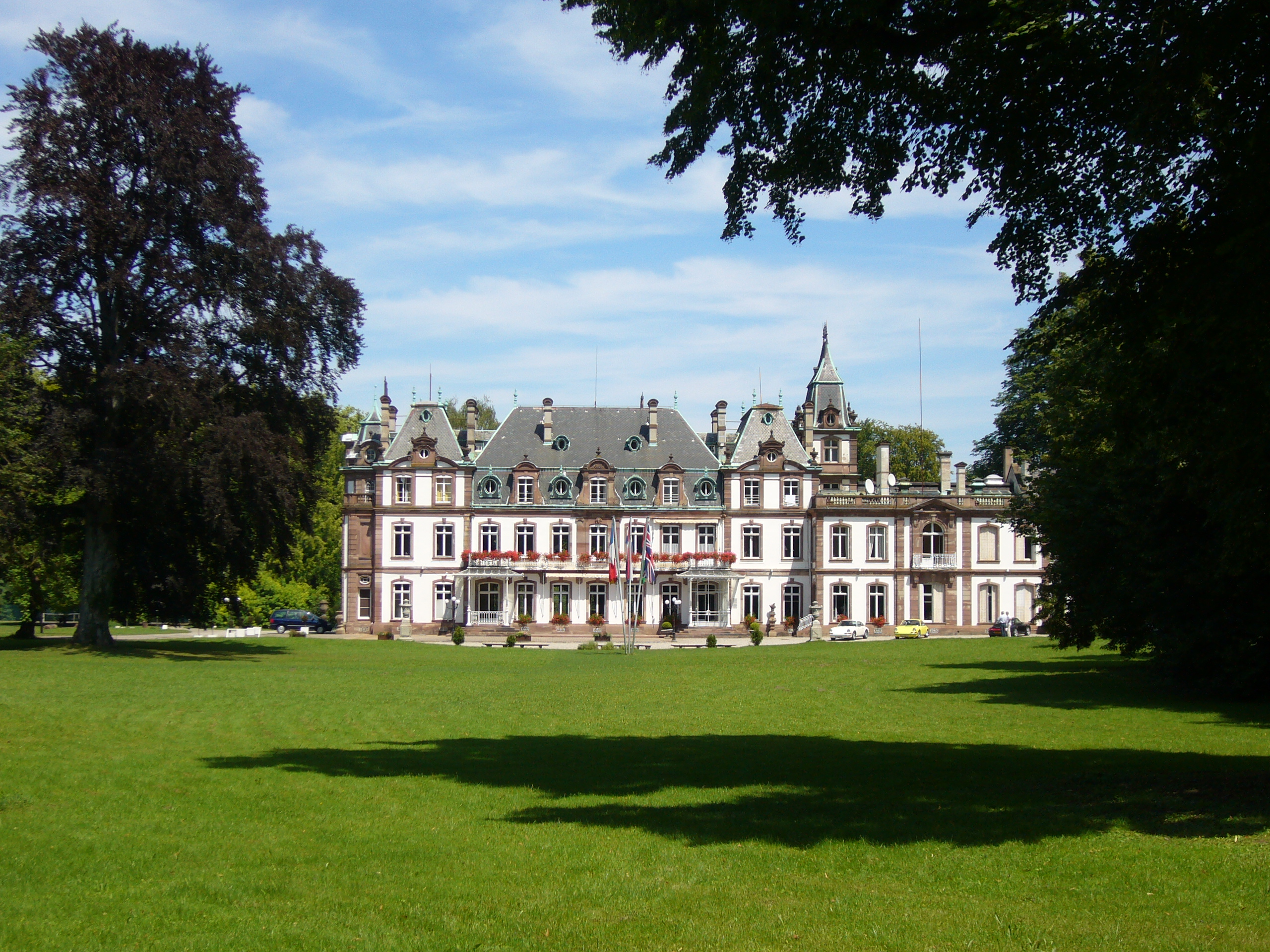
Château de Pourtalès im Elsass

Nach dem Tod ihres Vaters, Baron Alfred Renouard de Bussiere, erbte die Gräfin das Familienvermögen mit dem Gut in Robertsau bei Straßburg. Als alleinige Eigentümerin ließ sie von 1887 bis 1902 die dortige Burg vom Architekten Breffendille im Stil Louis XV. zum Schloss Pourtalès umgestalten und dabei große Nebengebäude erstellen. 1907 wurde von den Straßburger Architekten Gustave Krafft und Jules Berninger ein Turm erbaut, um ihrer Bibliothek Platz zu bieten.
Der Englische Garten war der Schauplatz von mehreren Aufführungen einschließlich der Les Folies amoureuses von Jean-François Regnard in 1911. Zu den Besuchern des Schlosses gehörten König Ludwig II. von Bayern, Kaiser Wilhelm II., König Leopold II. von Belgien und Königin Marie Henriette, der Prince of Wales Albert Eduard (späterer König Eduard VII.), Prinz Napoléon, Fürst Klemens von Metternich, Franz Liszt, Albert Schweitzer und Léon Bakst. 
Die Comtesse de Pourtalès starb 1914 und wurde auf dem Familienfriedhof beim Cimetière Saint-Louis in Straßburg-Robertsau begraben.

## Nachkommen

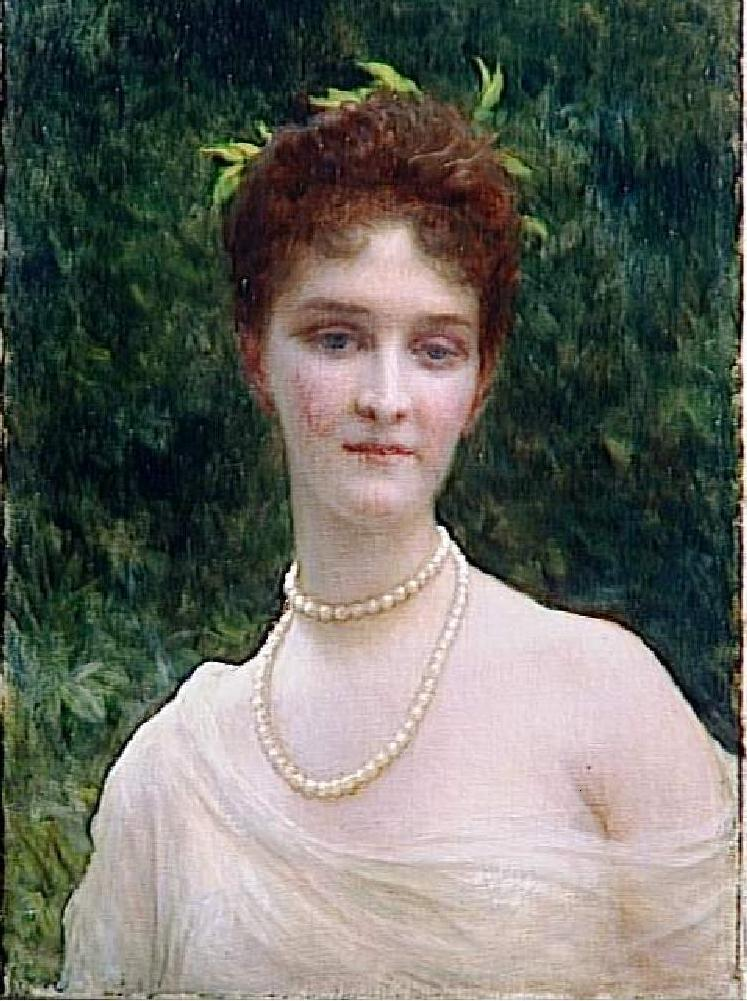
Tochter Agnes (1870–1930), verheiratete Marquise Loÿs de Chandieu

Die Gräfin von Pourtalès hatte fünf Kinder:
- Jacques (1858–1919), verheiratet mit Marie Conquère de Monbrison
- Paul (1859–1933), Präsident des Evangelischen Bundes von Frankreich, Hauptmann der Kavallerie, verheiratet mit Françoise Cottier
- Hubert (1863–1949), Offizier der Kavallerie, verheiratet mit Marguerite Malvine Henriette de Schickler
- Mélanie Elisabeth (* 1867), verheiratete Baronin Berckheim (Christian Baron de Berckheim)
- Agnes (1870–1930), verheiratete Marquise Loÿs de Chandieu (Henri Marquis Loÿs de Chandieu), sie erbte das Schloss in Robertsau nach dem Tod ihrer Mutter und ist eine Ururgroßmutter von Stephanie zu Guttenberg.